# 1996年夏季残疾人奥林匹克运动会奥地利代表团
1996年夏季残疾人奥林匹克运动会奥地利代表团是奥地利派出的1996年夏季残疾人奥林匹克运动会代表团。获得6枚金牌、6枚银牌和10枚铜牌。